# Spirorbis carinatus
Spirorbis carinatus är en ringmaskart som beskrevs av Daudin 1800. Spirorbis carinatus ingår i släktet Spirorbis och familjen Serpulidae. Inga underarter finns listade i Catalogue of Life.